# Houdini's Great Escape
Houdini's Great Escape, aussi connu sous le nom de « Boo-dini », est une attraction de type Mad House située à Six Flags Great Adventure à Jackson dans le New Jersey. L'attraction est située dans la zone Fantasy Forest du parc. La Mad House est ouverte depuis 1999. Elle a été fermée en 2008, mais fut rouverte l'année suivante à la suite des demandes des visiteurs.

## Historique
La zone qu'occupait Garden of Marvels et les montagnes russes Shockwave est vidée dans le cadre du « War on Lines » que le parc organise en 1999. Dare Devil et Houdini's Great Escape y prennent place. L'attraction ouvre peu après le début de saison du parc et devient rapidement une attraction à succès. L'attraction ferme fin 2007 jusqu'en octobre 2009, pour Halloween. L'enseigne à l'entrée de la madhouse est retirée, mais l'intérieur et l'extérieur de la maison restent intacts. Aucune information informelle sur le destin de la madhouse n'est communiqué jusqu'à ce que celle-ci rouvre pour la soirée Fright Fest durant la saison d'Halloween. Les visiteurs, déçus de la fermeture de l’attraction créent un groupe Facebook pour encourager sa réouverture pour toute la saison. La direction de Six Flags déclar lors du « Super Fan Call » que Houdini's Great Escape serait opérationnel du Memorial Day jusqu'au Labor Day (fête du travail américaine) pendant la saison 2010. L'attraction ouvre le 22 mai et, malgré la fermeture prévue pour le Labor Day, le parc décide de laisser l'attraction ouverte.

## L'attraction

### La file d'attente
La file d'attente zigzague à travers le jardin d'Houdini, comportant quelques arbres, des arbustes & une fontaine. La file débute à côté du seul carrousel du parc & de Dare Devil Dive SkyCoaster. Des cris venant de Dare Devil se font entendre depuis la file d’attente de la madhouse. La file prend fin en face de la maison, des posters sont exposés sur le mur montrant les tours mythiques d'Houdini.

### Le pré-show
Après avoir passé les portes du pré-show, les visiteurs entrent dans la bibliothèque du célèbre magicien Harry Houdini, arborant de fausses bougies & de faux livres (en trompe-l'œil). Une narratrice invisible, Margery, raconte aux visiteurs l'histoire d'Houdini, alors que son esprit est relâché dans la pièce. La narratrice montre aux invités un vieux film d'une prestation d'Houdini alors qu'il est plus jeune. Juste après que le film soit fini, toutes les bougies s'éteignent & l'esprit d'Houdini commence à faire bouger des objets de la pièce, dont des chaînes & autres éléments utilisés dans ses tours. Le visage d'Houdini apparaît dans un miroir. Les bougies se rallument à nouveau d'elles-mêmes & la narratrice félicite les visiteurs d'avoir faire réapparaitre le fantôme d'Houdini et les invite à entrer dans le salon de celui-ci, qui se trouve être la salle principale de l'attraction.

### Le mainshow
Après s'être assis sur l'un des 4 bancs faces à face dans le salon, les portes se referment et les lumières se tamisent. Une boule en cristal posée sur une table s'illumine, représentant la tête d'Houdini à l'intérieur. Il dénonce la narratrice et d'autres fraudeurs qui déclarent l'avoir fait réapparaitre dans le monde des vivants, alors qu'il annonce n'y être jamais partit. Pour montrer ses pouvoirs, il ferme la pièce grâce à une clef magique (projetée sur les deux miroirs sur les côtés) et manifeste sa nouvelle plus grande illusion jamais réalisée. La pièce commence à tourner, les bancs se balancent, laissant les visiteurs croire qu'ils vont se retrouver la tête à l'envers. À l'apogée de l'expérience, les murs restent à l'envers & le balancier s'arrête dans le but de faire croire aux visiteurs qu'ils sont à l'envers. Vers la fin de l'expérience, Houdini ouvre la porte pour libérer ses visiteurs, toujours perdus dans la magie de l'illusionniste.

## Informations techniques
Houdini's Great Escape est une Mad House, construite par Vekoma. En réalité, le balancier ne se positionne qu'à 30° au maximum de chaque côté, il se balance pendant que la pièce tourne pour recréer l'illusion de se retourner. La décoration fut réalisée par ShowQuest Studios (Vekoma). Un presque-clône existe à Six Flags New England appelée Houdini: The Great Escape, bien que le bâtiment ressemble plus à un opéra qu’une construction de style victorien. Un autre clone nommé Maison Magique de Houdini se situe à Bellewaerde, en Belgique.